# The River (sång)
The River är en låt skriven och framförd av rockartisten Bruce Springsteen. Låten spelades in i juli eller augusti 1979 och släpptes på singel i maj 1981. Låten fick också ge namn åt albumet The River 1980. I låten spelar Springsteen själv munspel.

## Bakgrund
I ett scenuppträdande 1980 säger Springsteen ..my brother in law and my sister (..min svåger och min syster). Texten tros vara inspirerad av Bruces syster Virginia (Ginny) som blev gravid i high school och gifte sig med sin pojkvän Michael Shave.

## Singeln
B-sida var antingen "Independence Day" eller "Ramrod", beroende på i vilken del av världen singeln gavs ut.

### Fotnoter
1. ↑  ”Bruce Springsteen - The River”. YouTube BruceSpringsteenVevo. https://www.youtube.com/watch?v=utVR3EgQkHs. Läst 11 september 2015.
2. ↑  chimesfreedom. ”"The River" had a happy ending after all”. chimesfreedom. http://www.chimesfreedom.com/2014/05/16/the-river-had-a-happy-ending-after-all/. Läst 11 september 2015.
3. ↑  ”Bruce Springsteen: The River”. dutchcharts.nl. http://dutchcharts.nl/showitem.asp?interpret=Bruce+Springsteen&titel=The+River&cat=s. Läst 6 november 2011.